# Rupert Everett
Rupert James Hector Everett, född 29 maj 1959 i Burnham Deepdale i Norfolk, är en brittisk skådespelare. Han spelar bland annat rollen som Christopher 'Kit' Marlowe i filmen Shakespeare in Love.

## Filmografi (urval)
- 1984 – The Far Pavilions (TV-serie)
- 1984 – Ett annat land
- 1987 – Hearts of Fire
- 1994 – Dellamorte Dellamore
- 1994 – Den galne kung George
- 1994 – Prêt-à-Porter
- 1997 – Min bäste väns bröllop
- 1998 – Shakespeare in Love
- 1999 – En midsommarnattsdröm
- 1999 – En idealisk äkta man
- 1999 – Gadget
- 2000 – Det näst bästa
- 2002 – Mister Ernest
- 2003 – Vem sköt Victor Fox?
- 2004 – Shrek 2 (röst)
- 2005 – Berättelsen om Narnia: Häxan och lejonet (röst)
- 2007 – Stardust
- 2007 – Shrek den tredje (röst)
- 2007 – St. Trinian's (Rektorn)
- 2009 – St. Trinian's II (Rektorn)
- 2010 – Wild Target (Ferguson)
- 2011 – Hysteria
- 2016 – Miss Peregrines hem för besynnerliga barn
- 2016 – The Musketeers